# Clemensia nigriplaga
Clemensia nigriplaga är en fjärilsart som beskrevs av Max Wilhelm Karl Draudt 1919. Clemensia nigriplaga ingår i släktet Clemensia och familjen björnspinnare. Inga underarter finns listade i Catalogue of Life.